# Mocydiopsis parvicauda
Mocydiopsis parvicauda är en insektsart som beskrevs av Ribaut 1939. Mocydiopsis parvicauda ingår i släktet Mocydiopsis och familjen dvärgstritar. Enligt den svenska rödlistan är arten akut hotad i Sverige. Arten förekommer i Svealand. Artens livsmiljö är jordbrukslandskap. Inga underarter finns listade i Catalogue of Life.